# 日本国外にある日蓮正宗寺院一覧
日本国外にある日蓮正宗寺院一覧（にほんこくがいにあるにちれんしょうしゅうじいんいちらん）は、日本以外の国にある日蓮正宗の寺院の一覧。

## 寺院
- アメリカ合衆国
  - 妙法寺（ロサンゼルス、カリフォルニア州・ウェストハリウッド[1]）
  - 妙信寺（サンフランシスコ、カリフォルニア州・ピノール[2]）
  - 妙行寺（シカゴ、イリノイ州・ウェストシカゴ[3]）
  - 妙宣寺（ワシントン、メリーランド州・シルバースプリング[4]）
  - 妙説寺（ニューヨーク州、ニューヨーク・クイーンズ区[5]）
  - 本誓寺（ハワイ、ハワイ州カネオヘ[6]）

- カナダ
  - 妙正寺 (バンクーバー、ブリティッシュコロンビア州・サリー[7])

- パナマ
  - 大廣寺（パナマ県・パナマ市[8]）

- ブラジル
  - 正法寺[9]（サンパウロ州・サンパウロ市ヴィラマリアナ[10]）

- フランス
  - 信行寺（パリ[11]）

- スペイン
  - 妙昌寺（マドリード[12]）

- ガーナ
  - 法華寺（アクラ[13]）

- 台湾（中華民国）[14]
  - 本興院[14]（台北市松山区[15]）
  - 善浄院[14]（台北市北投区[16]）
  - 法秀院[14] (新北市三重区[17])
  - 正行院[14] (桃園県桃園市桃園区[18])
  - 妙照院[14]（宜蘭県宜蘭市[19]）
  - 妙徳寺[14]（苗栗県頭份市[20]）
  - 妙行院[14]（台中市西区[21]）
  - 本照院[14] (彰化県埔心郷[22])
  - 法宣院[14]（高雄市小港区[23]）

- フィリピン
  - 法開寺[24]（マニラ首都圏・ケソン[25]）

- シンガポール
  - 開妙院（シムズアベニュー[26]）

- インドネシア
  - 法清寺[27]（ジャカルタ）
  - 妙願寺[27]（西ジャワ州・ボゴール）

## 布教所・事務所
- ブラジル
  - アングラ・ドス・ヘイス布教所[28] (リオデジャネイロ州・リオデジャネイロアングラドスレイス)

- アルゼンチン
  - アルゼンチン布教所[29][30][31] (ブエノスアイレス)

- 韓国
  - ソウル布教所[32] (ソウル)
  - 釜山布教所[32] (釜山)

- 台湾（中華民国）
  - 花東布教所[14]（花蓮県吉安郷[33]）

- 香港
  - 香港事務所 (九龍油麻地[34])

- マレーシア
  - マレーシア布教所 (セランゴール州・クラン[35])

## 出張所
- スペイン
  - 妙昌寺 テネリフェ出張所[12]（テネリフェ島）